# Wilhelm Bittrich
Wilhelm Bittrich (26. února 1894 – 19. dubna 1979) byl veterán první světové války a důstojník Waffen-SS v hodnosti SS-Obergruppenführer und General der Waffen-SS za II. světové války. Zároveň byl i držitelem mnoha vysokých vojenských vyznamenání včetně Rytířského kříže Železného kříže s dubovými ratolestmi a meči nebo Německého kříže ve zlatě.

## První světová válka
Wilhelm Bittrich se narodil 26. února roku 1894 ve městě Wernigerode v pohoří Harz na území Německa. Do armády vstoupil dne 13. července roku 1914 jako dobrovolník u Jäger-Bataillon Nr. 4 ve městě Naumburg. Dne 10. září téhož roku byl přeřazen ke Reserve-Jäger-Bataillon 9 a poté k pěchotě, ke Infanterie-Regiment 77. Během služby u letectva sloužil na západní a jihovýchodní frontě, kde získal oba stupně železného kříže. V roce 1917 však dobrovolně přešel k výcvikovým letkám. Nejprve ke Feld-Flieger-Abteilung 27 poté ke Flieger-Abteilung A 266 a naposledy ke Jagdstaffel 37.
Po válce vstoupil do jednotek Freikorps, nejprve v roce 1920 u 2. Marine-Brigade Ehrhardt a poté u Freikorps Hülsen. V roce 1923 vstoupil do důstojnického sboru Reichswehru jako Leutnant (poručík). Zde působil jako letecký instruktor v Horním Slezsku a později v letecké škole Lipeck v Rusku. Zde působil až do roku 1930, kdy byl převelen do Berlína ke Reichswehr-Bataillon Berlin a kde až do roku 1932 působil jako civilní úředník Reichswehru.

## Vstup do SS
V březnu roku 1932 vstoupil do řad jednotek SA, z těch ale odešel, neboť dne 1. července přestoupil do SS. Dne 1. prosince téhož roku vstoupil i do NSDAP. Po vstupu do SS byl přidělen ke SS-Fliegerstaffel Ost, u které se stal v říjnu roku 1932 velitelem, zároveň s tím byl povýšen do hodnosti SS-Untersturmführer. Poté převzal velení nad 74. SS-Standarte Ostsee, avšak 25. srpna roku 1934 byl převelen do SS-Verfügungstruppe a stal se velitelem politického pohotovostního oddělení v Hamburku. Zde vydržel až do 1. dubna roku 1935, kdy se stal velitelem 2. roty z 1. praporu SS-Standarte 1 "Deutschland". O rok později se již v hodnosti SS-Sturmbannführer stal velitelem 2. praporu SS pluku "Deutschland".

## Druhá světová válka
V březnu roku 1938 se stal velitelem 1. praporu 3. SS pluku "Der Führer". Odtud byl dne 1. června roku 1939 převelen do štábu Leibstandarte SS Adolf Hitler. Avšak ještě tentýž rok se stal velitelem SS pluku "Deutschland" ze 2. SS-Panzer Division „Das Reich“, se kterým se zúčastnil Invaze do Polska a později bitvy o Francii. Za pozdější velení pluku na východní frontě byl Bittrich vyznamenán Rytířským křížem na návrh svého nadřízeného SS-Oberstgruppenführera Paula Haussera. Během operace Market Garden na západní frontě čelil se svými elitními tankovými svazky SS britské 1. výsadkové divizi u Arnhemu. Díky tomu, že udržel most přes Rýn, operace Market Garden v podstatě selhala.

## Vojenská kariéra
Data povýšení
- Leutnant der Reserve – 15. říjen, 1915
- Leutnant – 1. ledna, 1932
- SS-Anwärter – 1. červenec, 1932
- SS-Mann – 15. červenec, 1932
- SS-Oberscharführer – 10. září, 1932
- SS-Untersturmführer – 31. říjen, 1932
- SS-Obersturmführer – 12. duben, 1934
- SS-Hauptsturmführer – 17. červen, 1934
- SS-Sturmbannführer – 1. říjen, 1936
- SS-Obersturmbannführer – 30. leden, 1938
- SS-Standartenführer – 6. červen, 1939
- SS-Oberführer – 1. září, 1940
- SS-Brigadeführer und Generalmajor der Waffen-SS – 19. říjen, 1941
- SS-Gruppenführer und Generalleutnant der Waffen-SS – 1. květen, 1943
- SS-Obergruppenführer und General der Waffen-SS – 1. srpen, 1944

Významná vyznamenání
- Rytířský kříž železného kříže – 14. prosinec, 1941
- Dubové ratolesti k Rytířskému kříži železného kříže (563. držitel) – 23. srpen, 1944
- Meče k Rytířskému kříži železného kříže (151. držitel) – 6. květen, 1945
- Německý kříž ve zlatě – 6. březen, 1943
- Spona k pruskému železnému kříži I. třídy – 7. červen, 1940
- Spona k pruskému železnému kříži II. třídy – 25. září, 1939
- Pruský železný kříž I. třídy (První světová válka)
- Pruský železný kříž II. třídy (První světová válka)
- Odznak za zranění v černém (První světová válka)
- Královský pruský pilotní odznak (První světová válka)
- Kříž cti
- Čestná dýka Reichsführera-SS
- Totenkopfring
- Služební vyznamenání NSDAP[1] v bronzu
- Sportovní odznak SA[2] v bronzu
- Německý jezdecký odznak[3] v bronzu
- Civilní odznak SS
- Čestný prýmek starého bojovníka
- Medaile za východní frontu